# Carl Elmberg

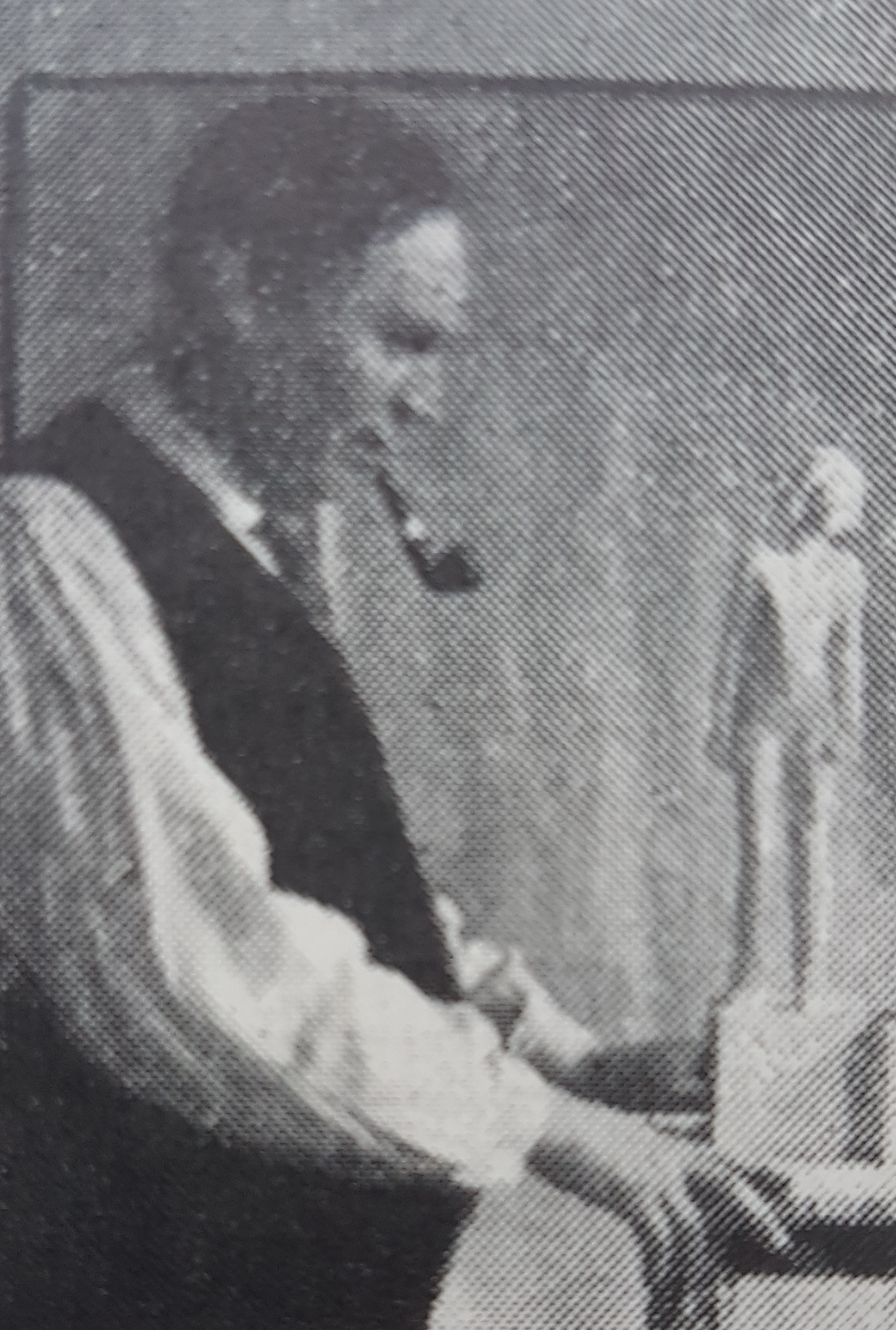
Carl Elmberg

Carl Vilhelm Elmberg, född 18 september 1889 i Kalmar, död 1 december 1955 i Stockholm, var en svensk skulptör och konsthantverkare.

## Biografi
Han var son till lantbrukaren Johannes Elmberg och Karolina Karlsson samt från 1923 gift med Helga Eriksson.
Elmberg började efter avslutad skolgång studera för en bildhuggare i Kalmar samtidigt som han läste vid Kalmar tekniska skola. Därefter studerade han i Tyskland 1911–1913 och i Italien 1920–1921. När han återkom till Sverige arbetade han en kort tid i Carl Milles ateljé innan han bedrev självständigt arbete.
Hans första större uppdrag fick han i Västerås med fontänen Vattenlek som står i stadsparken. Hans förslag till en vattenfontän som han utförde i Rom 1920–1921 tänkt för en placering i Halmstad belönades med första pris men blev inte uppförd. Han utförde en brunn i brons framför kommunalhuset i Eksjö samt en torgbrunn i brons och granit till Vänersborg stora torg.
Bland hans många reliefer märks Värmlandsreliefen i stuck på stadshotellet i Karlstad, Ansgar och Mäster Olof i Fors kyrka i Eskilstuna, Den barmhärtige samariten i Hjortkvarns kyrka, altargruppen för Sättna kyrka, Vintergatan på läroverksbyggnaden i Vetlanda  och portalrelieferna på församlingshemmen i Örnsköldsvik och Katarina församling i Stockholm. Elmberg är representerad vid bland annat Kalmar konstmuseum.
Elmberg formgav år 1939 belysningsarmaturen Pojken och flickan som togs fram i samarbete med arkitekt Martin Westerberg och tillverkades av Bröderna Malmströms metallvarufabrik till Medborgarhuset i Stockholm. Armaturens formgivning med två unga människor som hand i hand öppnar portarna mot livet har kommit att symbolisera vad Medborgarhuset står för. Den av aluminium eller brons gjutna armaturen förekommer idag i ett fyrtiotal exemplar på många ställen i byggnaden och har restaurerats samt konverterats från glödlampa till LED som ljuskälla.
Carl Elmberg är begravd på Nacka norra kyrkogård.

## Bilder

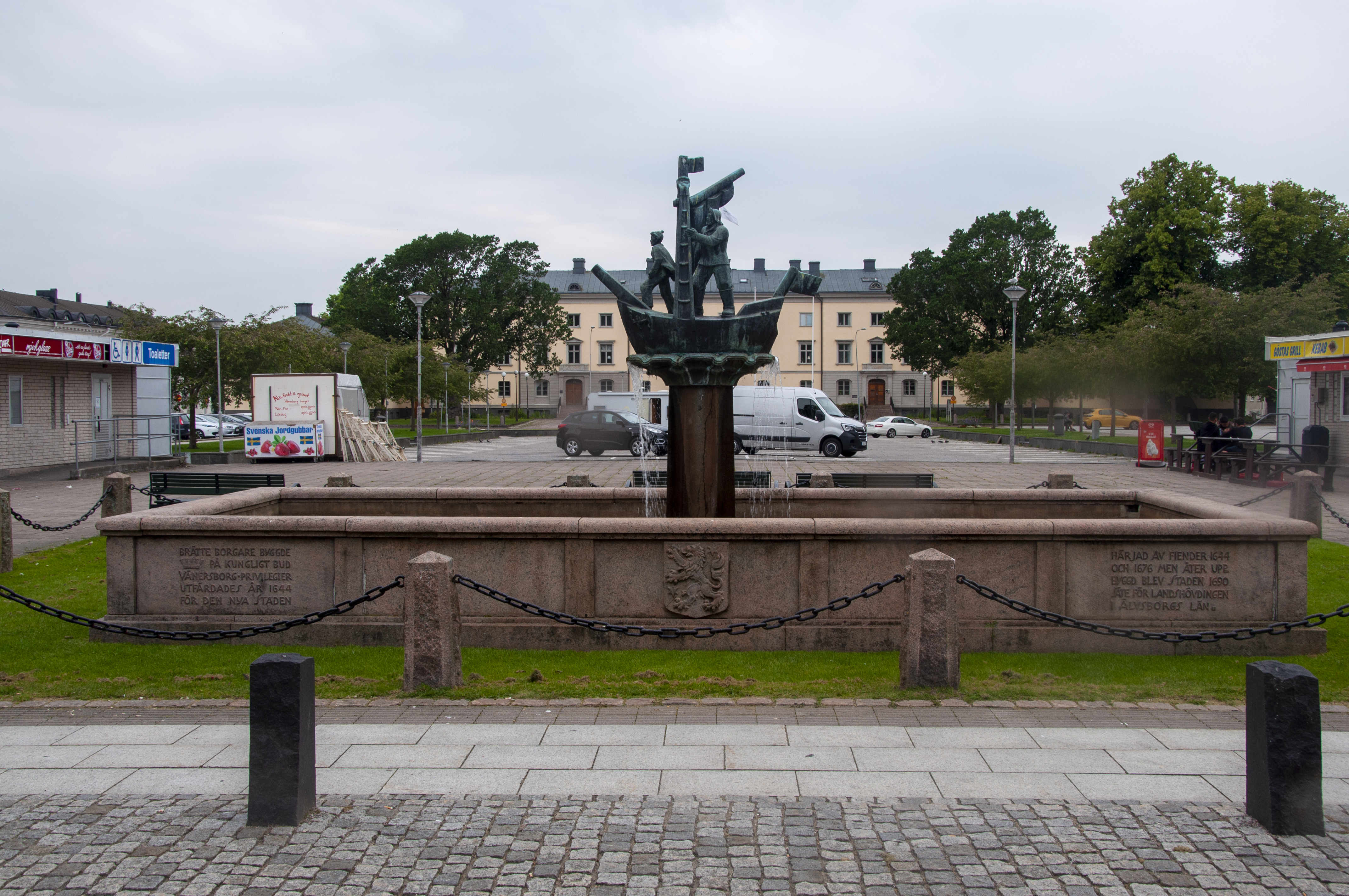
Torgbrunn i Vänersborg
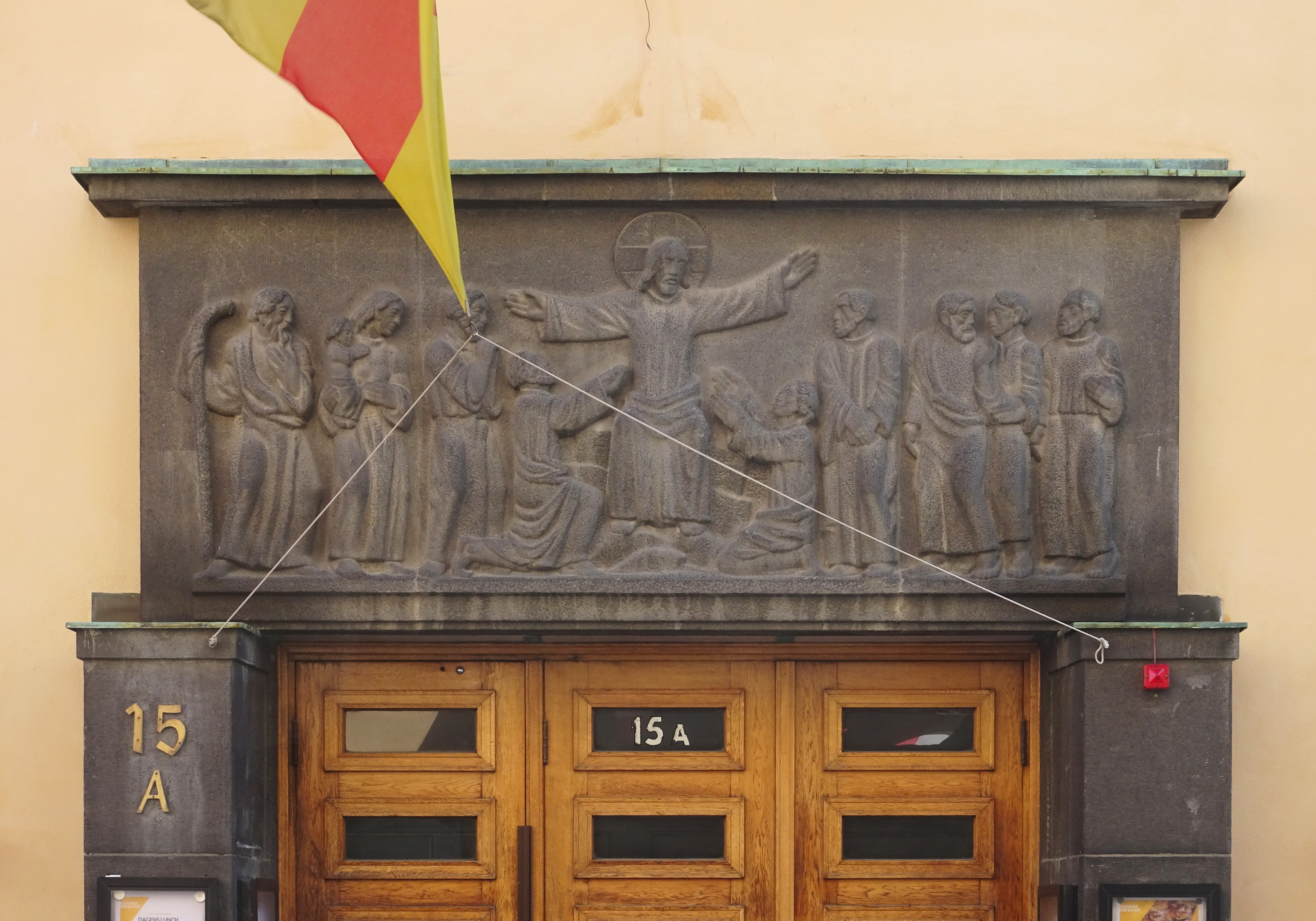
Portalrelief, Katarina församlingshus
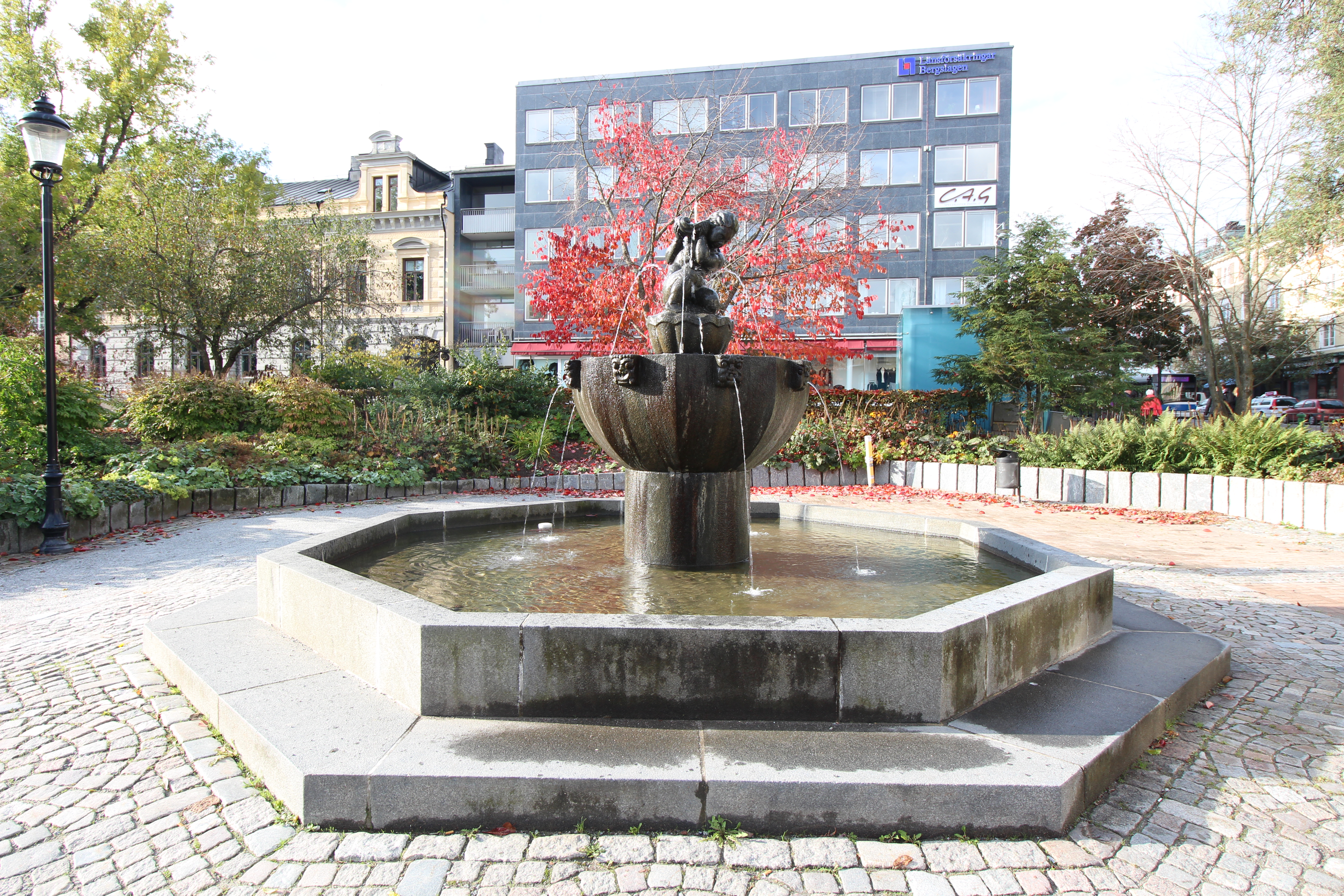
Vattenlek, Västerås
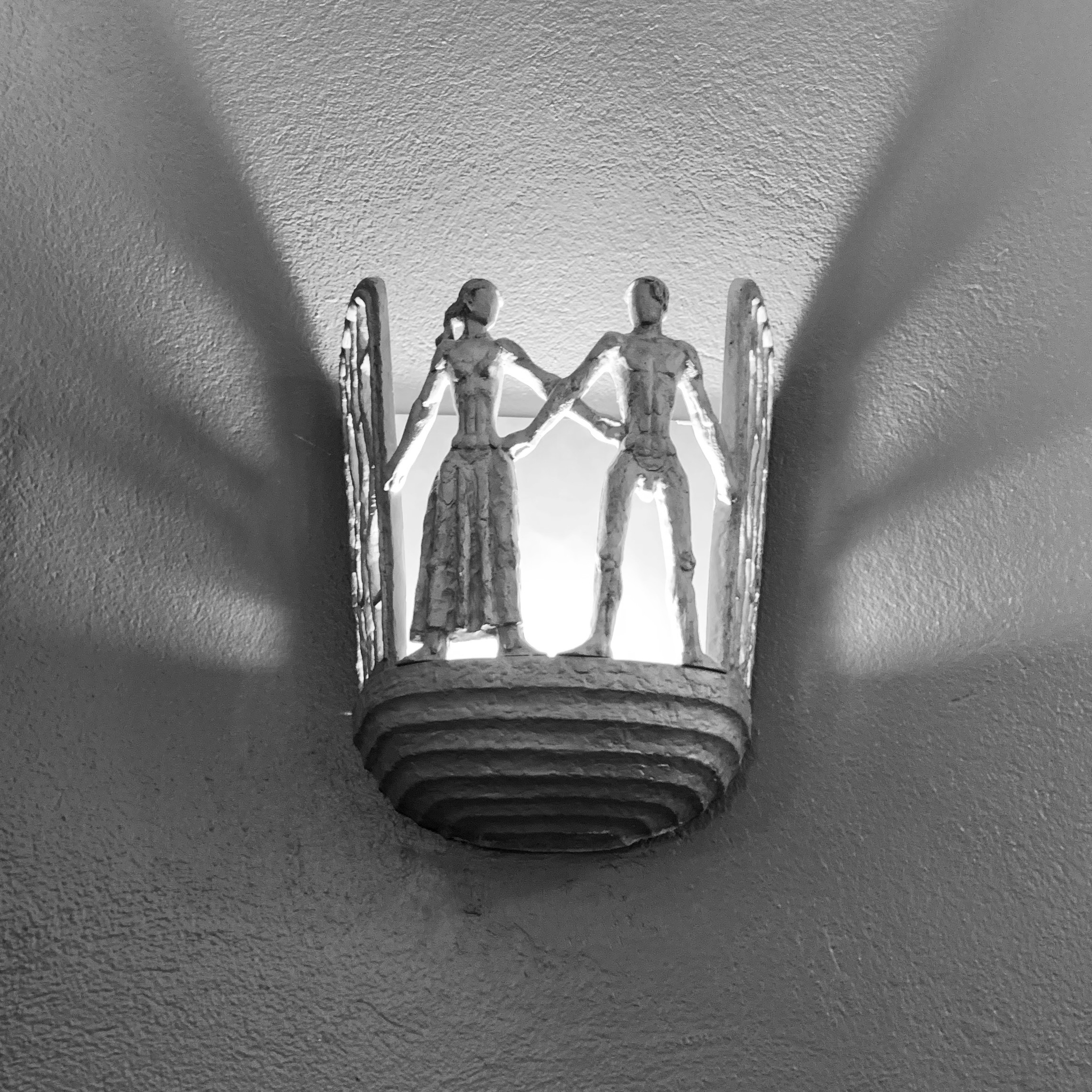
Pojken och flickan,belysningsarmatur, höjd 520 mm, Carl Elmberg i samarbete med arkitekt Martin Westerberg för Bröderna Malmströms metallvarufabrik till Medborgarhuset, Stockholm (1939)